# راتیبور یکم، دوک پومرانی

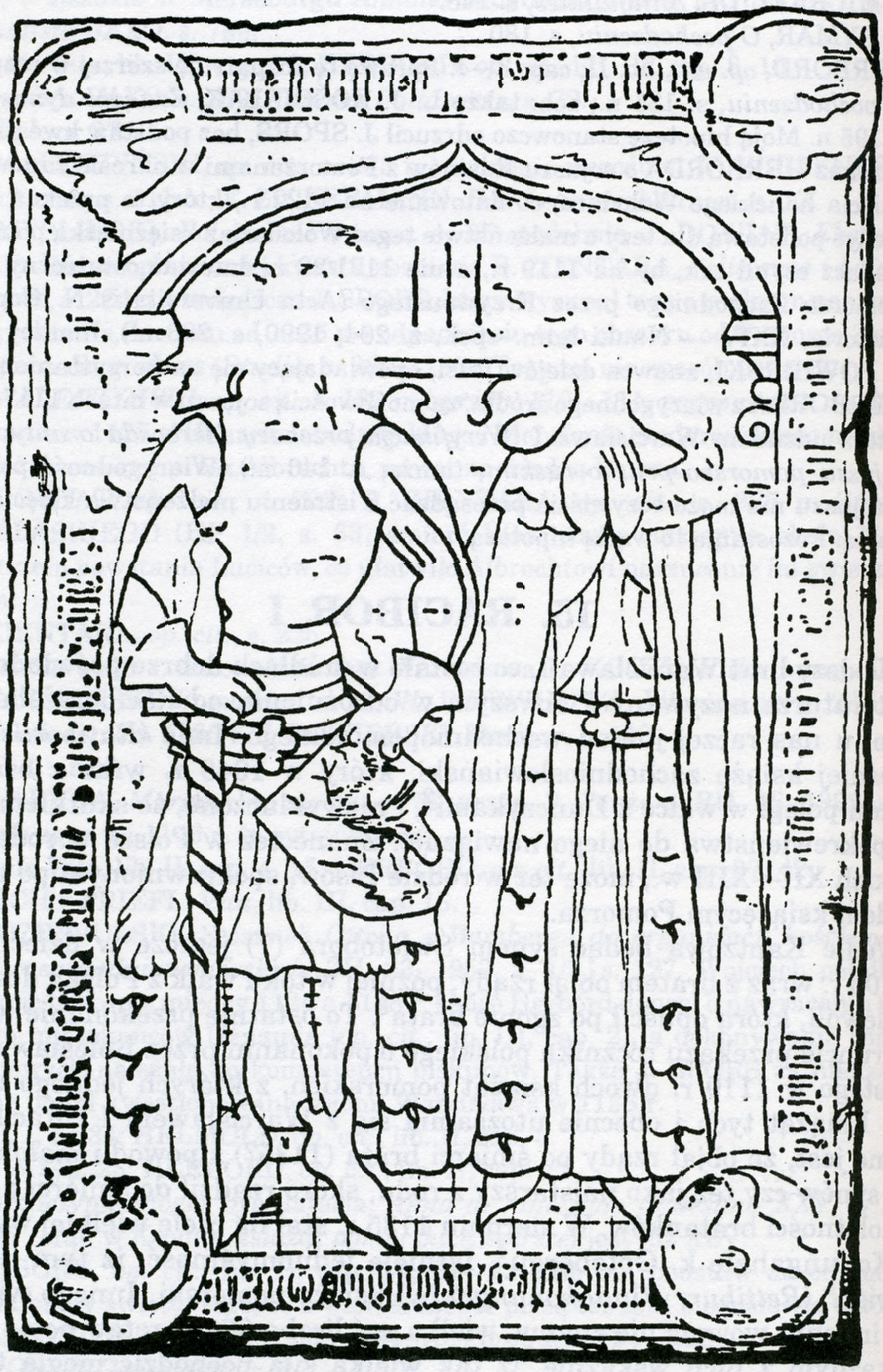
شاهزاده راتیبور به همراه همسرش پریبیسلاو

راتیبور یکم (به انگلیسی: Ratibor I, Duke of Pomerania)(ح. ۱۱۲۴–۱۱۵۶) یکی از خاندان پومرانی و دوک پومرانی بود. او با پریبیسلاوا ازدواج کرد. طی جنگ صلیبی وندی در سال ۱۱۴۷، او به همراهی آلبرت پومرانی موفق به پایان‌دادن به محاصره شچچین شدند.